# Optioservus canus
Optioservus canus là một loài bọ cánh cứng trong họ Elmidae. Loài này được Chandler miêu tả khoa học năm 1954.